# Enrique Carreras
Enrique Carreras (n. 6 ianuarie 1925, Lima, Peru – d. 29 august 1995, Buenos Aires, Argentina) a fost un regizor, scenarist și producător de film argentinian născut în Peru. A fost unul dintre cei mai prolifici regizori de film din istoria cinematografiei argentiniene.
Născut la Lima, Peru, Carreras a regizat aproape 100 de filme în cariera sa de 40 de ani, între 1951 și 1991. Filmul său dramatic din 1964, Los evadidos, a fost văzut la cel de-al 14-lea Festival Internațional de Film de la Berlin. Filmul său din 1977, Las locas, a fost înscris la cel de-al 10-lea Festival Internațional de Film de la Moscova. A murit la Buenos Aires în 1995.

## Filmografie
- El mucamo de la niña⁠(d) (1951)
- Las zapatillas coloradas (1952)
- ¡Qué noche de casamiento! (1953)
- Suegra último modelo (1953)
- Los tres mosquiteros (1953)
- La tía de Carlitos (1953)
- La mano que aprieta⁠(d) (1953)
- Siete gritos en el mar (1954)
- Somos todos inquilinos (1954)
- Romeo y Julita⁠(d) (1954)
- Mi marido hoy duerme en casa⁠(d) (1955)
- Escuela de sirenas... y tiburones⁠(d) (1955)
- El fantasma de la opereta⁠(d) (1955)
- La cigüeña dijo ¡Sí!⁠(d) (1955)
- Ritmo, amor y picardía⁠(d) (1955)
- Luces de candilejas (1956)
- Música, alegría y amor (1956)
- Pecadora (1956)
- De noche también se duerme⁠(d) (1956)
- De Londres llegó un tutor (1958)
- El ángel de España (1958)
- El primer beso (1958)
- Angustias de un secreto (1959)
- Nubes de humo⁠(d) (1959)
- Obras maestras del terror (1960)
- Canción de arrabal (1961)
- Punto y banca⁠(d) o Patricia mía (1961)
- Tres alcobas (1962)
- El noveno mandamiento (1962)
- Los viciosos (1962)
- Hombres y mujeres de blanco (1962)
- Cuarenta años de novios (1963)
- El sexto sentido (1963)
- La mujer de tu prójimo (1963)
- La industria del matrimonio⁠(d) (1964)
- Ritmo nuevo, vieja ola (1964)
- Un viaje al más allá⁠(d) (1964)
- Los evadidos⁠(d) (1964)
- El Club del Clan⁠(d) (1964)
- Los hipócritas⁠(d) (1965)
- Fiebre de primavera⁠(d) (1965)
- Del brazo y por la calle⁠(d) (1966)
- De profesión sospechosos⁠(d) (1966)
- Mi primera novia (1966)
- El andador⁠(d) (1967)
- Ya tiene comisario el pueblo (1967)
- ¡Esto es alegría! (1967)
- ¿Quiere casarse conmigo?⁠(d) (1967)
- Operación San Antonio (1968)
- Matrimonio a la argentina (1968)
- Un muchacho como yo⁠(d) (1968)
- ¡Viva la vida! (1969)
- Corazón contento (1969)
- Los muchachos de antes no usaban gomina⁠(d) (1969)
- Amalio Reyes, un hombre⁠(d) (1970)
- Los muchachos de mi barrio (1970)
- Muchacho que vas cantando⁠(d) (1971)
- Aquellos años locos⁠(d) (1971)
- El veraneo de los Campanelli⁠(d) (1971)
- La valija⁠(d) (1971)
- Vamos a soñar con el amor (1971)
- La familia hippie⁠(d) (1971)
- Había una vez un circo⁠(d) (1972)
- El picnic de los Campanelli⁠(d) (1972)
- La sonrisa de mamá (1972)
- Hoy le toca a mi mujer⁠(d) (1973)
- Los padrinos⁠(d) (1973)
- Me gusta esa chica⁠(d) (1973)
- Yo tengo fe (1974)
- No hay que aflojarle a la vida⁠(d) (1975)
- Las procesadas (1975)
- La super, super aventura (1975)
- Los chicos crecen⁠(d) (1976)
- Así es la vida (1977)
- Las locas⁠(d) (1977)
- La mamá de la novia⁠(d) (1978)
- Los drogadictos⁠(d) (1979)
- Frutilla (1980)
- Sucedió en el fantástico Circo Tihany (1981)
- Ritmo, amor y primavera (1981)
- Los fierecillos indomables (1982)
- Los extraterrestres (1983)
- Los fierecillos se divierten (1983)
- Sálvese quien pueda (1984)
- Los reyes del sablazo (1984)
- Las barras bravas (1985)
- Mingo y Aníbal contra los fantasmas (1985)
- Miráme la palomita (1985)
- Mingo y Aníbal en la mansión embrujada (1986)
- Rambito y Rambón, primera misión (1986)
- Los colimbas se divierten (1986)
- Galería del terror (1987)
- Los colimbas al ataque (1987)
- El profesor punk (1988)
- Atracción peculiar⁠(d) (1988)
- Delito de corrupción (1991)

Producător
- Bólidos de acero (1950)
- La niña de fuego (1952)
- El protegido (1956)